# David Walliams
David Edward Walliams (n. 20 august 1971, Greater London, Anglia, Regatul Unit) este un comedian, actor, scriitor și prezentator de televiziune englez. Este cunoscut pentru serialul său de televiziune Little Britain, produs cu Matt Lucas, dar a fost membru al juriului pentru Britain’s Got Talent și a scris cărți pentru copii în ultimii ani.
El s-a născut la Londra. David Walliams a fost membru al National Youth Theatre, unde l-a cunoscut pe Matt Lucas, cu care apoi a realizat  serialul de comedie Little Britain. Și-a schimbat numele din David Williams în Walliams. A fost diagnosticat cu tulburare bipolară și doar după o perioadă de nouă luni de insomnie a vizitat un doctor. Soția sa este modelul olandez Lara Stone. Primul lor copil s-a născut în mai 2013. 

## Cărțile lui
- Băiatul în rochie
- Mr Stink
- Billionaire Boy (Băiatul miliardar)
- Gangsta Granny
- Ratburger
- Camp David
- Demon Dentist
- The big espace
- "Bad dad"